# Bayerische Taekwondo Union
Die Bayerische Taekwondo Union (BTU) ist der Landesdachverband für Taekwondo in Bayern mit Sitz in München. Die BTU ist Mitglied in der Deutschen Taekwondo Union und erkennt deren Regelungen an.

## Geschichte
Der Verband wurde 1982 gegründet und als Mitglied beim Bayerischen Landessportverband (BLSV) aufgenommen. Die Rechtsform ist der eingetragene Verein (e.V.).

## Erfolgreiche BTU-Sportler
Die BTU hat im Laufe ihres Bestehens zahlreiche auf Weltebene erfolgreiche Aktive hervorgebracht. Darunter zählen zum Beispiel Sümeyye Manz, Helena Fromm und Georg Streif (aktueller Bundestrainer der Deutschen Taekwondo Union).

## Leistungsstützpunkt
Zur Förderung des Leistungssports hat die BTU ihren Landesleistungsstützpunkt in Allgäu. Im Frühjahr 1990 wurde Taekwondo in Bayern offiziell als Schulsport anerkannt. Dadurch bieten einige Schulen diesen Sport, in denen regelmäßig der Wettkampfnachwuchs trainiert wird.